# Казанский, Николай Николаевич (архитектор)
Никола́й Никола́евич Каза́нский (3 [15] ноября 1858, Углич — 20 августа [2 сентября] 1914 год, Киев) — архитектор, построивший множество зданий.

## Биография
Родился 3 (15) ноября 1858 года в семье священника. Окончил Московское училище живописи, ваяния и зодчества с серебряной медалью за дипломный проект «несгораемого театра» (1883). Работал в строительном отделении при Московской городской управе.
В 1889 году окончил Императорскую Академию художеств с большой серебряной медалью и званием «классного художника III-й степени» за проект «сельской церкви с домом для причта и школой». Работал в Киеве. В апреле 1896 года Министерством внутренних дел назначен на должность члена Киевской городской управы, ответственного за строительное дело (пребывал в должности до 1902 года). В 1897—1901 годы возглавлял специальную думскую строительную комиссию, занимавшуюся возведением Городского театра.
Умер 20 августа (2 сентября) 1914 года, похоронен на Байковом кладбище.

### Семья
Жена — Зинаида Ефимовна Красник, дочь коллежского советника, внучка киевского архитектора, военного инженера Ивана Антонова.

## Постройки
доходные дома
- ул. Братская, 13;
- Большая Житомирская улица, 13;
- Большая Васильковская улица, 15, угол Рогнединской, 2 — камер-юнкера Павла Исаевича (1891; со временем дважды надстроено); ныне в нём ресторан «Первак»;
- Большая Васильковская улица, 30 — купца Фёдора Дыбенко;
- Верхний Вал, 62;
- ул. Заньковецкой, 10/7;
- ул. Константиновская, 19;
- ул. Константиновская, 20 — Гринберга (дом надстроен, угловая башенка утрачена);
- Межигорская улица, 17;
- ул. Льва Толстого, 1;
- Десятинный переулок, 7;

церкви
- церковь святых Константина и Елены — реконструкция с расширением церкви, пристройка нового придела в честь святителя Феодосия Черниговского (1897—1899);
- Петропавловская церковь на Куренёвке (1903—1905; не сохранилась).

В 1902—1906 годах руководил возведением Покровской церкви на Приорке по проекту епархиального архитектора Е. Ф. Ермакова.
иные строения
- Большая Житомирская улица, 15/1, угол Стрелецкой — двухэтажный жилой дом причта Софийского собора (1890); дом сохранился в надстроенном виде;
- Крещатик, 1, угол нынешней Европейской площади — «дом Славянского» (проект 1891); утрачен во время войны[3];
- Верхний Вал, 28, угол Константиновской ул. — строение для купца Якова Новикова (1893);
- Верхний Вал, 16 — флигель с магазином купца Левковского;
- Андреевский спуск, 2, угол Контрактовой пл. — надстройка и расширение 2-этажного дома купеческой семьи Лакерда (1898—1900);
- Бульварно-Кудрявская улица, 2 — Киевское художественное училище (1900—1902; по заказу купца Михаила Рихерта);
- Ирининская улица, 4 — корпуса Ремесленной управы и городских училищ;
- Кирилловская улица, 35 — корпус крупного пивоваренного предприятия Рихерта (1908).

## Адреса
В 1892 году приобрёл усадьбу с двухэтажным домом в начале нынешней улицы Сагайдачного и застроил её новыми домами в 1890-е годы. В 1905 году из-за сползания грунта с Владимирской горки полностью разрушился флигель в тылу участка, были повреждены и другие здания. В 1909 году вместо разрушенного выстроил новый доходный флигель в 3 этажа и башенкой с двумя жилыми комнатами.
Лицевой дом усадьбы утрачен в 1970-е годы при строительстве линии метро; флигель был капитально отремонтирован с превращением башенки в мансардный этаж. 1 января 2011 года флигель был снесён.